# Otehiwi
Otehiwi is een geslacht van steenvliegen uit de familie Notonemouridae. De wetenschappelijke naam van het geslacht is voor het eerst geldig gepubliceerd in 2003 door McLellan.

## Soorten
Otehiwi omvat de volgende soorten:
- Otehiwi sagittarius McLellan, 2003